# 부산 수영구의 향토문화유산
부산 수영구의 향토문화유산은 다음 각 호에 해당하는 것을 말한다.
1. 부산광역시 수영구(이하 “구”라 한다)내에 있는 문화유산으로서「문화재보호법」에 따라 지정되지 않은 문화유산 중 역사적·예술적·학술적·경관적 가치가 있는 유·무형의 것 또는 이에 준하는 고고자료
2. 부산광역시 수영구청장(이하 “구청장”이라 한다)이 지역문화의 보존에 필요하다고 인정하여 지정한 기념물 등

## 참고 문헌
- 부산 수영구 홈페이지 - 고시/공고